# Mikael Westerlind
Mikael Westerlind, född 1947, är en svensk diplomat och var 2006 - 2010 ambassadör i Bratislava. Westerlind har under sin tid på Utrikesdepartementet bland annat varit utsänd till ambassaderna i Berlin, Prag och Buenos Aires, samt varit generalkonsul i Hongkong.